# Sega Pico
Sega Pico, também conhecido como Kids Computer Pico (キッズコンピューター・ピコ, Kizzu Konpyūtā Piko, lit. "Computador para Crianças Pico"), foi um brinquedo eletrônico da Sega. O propósito da criação do Pico foi o de trazer crianças mais jovens para usar videogames. O Sega Pico foi desenvolvido para crianças de 2 a 8 anos de idade e o slogan era "o computador que pensa que é um brinquedo" (do inglês "the computer that thinks it's a toy"). O lançamento official pelo no Brasil de 1994. E foi descontinuado em 2002.
Os cartuchos foram chamados "Storyware", e tinham o formato de um livro. Cada vez que um jogador virava a página do cartucho, a tela mudava para replicar a imagem no livro. Os jogos eram controlados por uma caneta "mágica" e botões. A capa traseira de cada livro possuía um modo de desenho, onde o jogador inseria estampas de personagens do interior do livro. Todos os jogos para o sistema foram categorizados como EC - Early Childhood pela ESRB.